# Seznam skladatelů vážné hudby, W
Seznam skladatelů vážné hudby podle abecedy:
A – B –
C – Č –
D – E – 
F – G –
H – Ch –
I – J –
K – L –
M – N –
O – P –
Q – R –
Ř – S –
Š – T –
U – V –
W – X –
Y – Z –
Ž

## Wa
- John Francis Wade (1711–1786)
- Hendrik Waelput (1845–1885)
- Hubert Waelrant (1517–1595)
- Bernard Wagenaar (1894–1971)
- Georg Christoph Wagenseil (1715–1777)
- Ignaz Waghalter (1882–1949)
- Georg Gottfried Wagner (1698–1756)
- Josef Franz Wagner (1856–1908)
- Joseph Frederick Wagner (1900–1974)
- Karl Jacob Wagner (1772–1822)
- Melinda Wagner (1957)
- Richard Wagner (1813–1883)
- Siegfried Wagner (1869–1930)
- Rudolf Wagner-Régeny (1903–1969)
- Rune Wahlberg (1910–1999)
- Etienne Victor Paul Wachs (1851–1915)
- Jakub Wachter (16??–1741)
- John Wainwright (1723–1768)
- Richard Wainwright (1757–1825)
- Matthaus Waissel (1540–1602)
- Petr Wajsar (1978)
- Eugene Walckiers (1793–1866)
- Kevin Walczyk (1964)
- Stanley Walden (1932)
- George Walker (1922)
- Gwyneth Van Anden Walker (1947)
- Stewart Wallace (1960)
- William Vincent Wallace (1812–1865)
- Boleslaw Wallek-Walewski (1885–1944)
- Errollyn Wallen (1958)
- Martin Wallenstein (1843–1896)
- Benjamin Wallfisch (1979)
- Rolf Wallin (1957)
- Adolf Wallnöfer (1854–1946)
- Thomas Attwood Walmisley (1814–1856)
- William Walond (1725–1770)
- Craig Walsh (1971)
- Jennifer Walshe (1974)
- Caspar Johannes Walter (1964)
- David Edgar Walter (1953)
- Fried Walter (1907–1996)
- Ignaz Walter (1755–1822)
- Jiljí Walter (1875–19??)
- Johann Walter (1496–1570)
- Gareth Walters (1928)
- Herman Waltershausen (1882–1954)
- Johann Gottfried Walther (1684–1748)
- Walther von der Vogelweide (1170–1230)
- Richard Henry Walthew (1872–1951)
- William Walton (1902–1983)
- Leopold Matthias Walzel (1902–1970)
- Emile Wambach (1854–1924)
- Gregory Wanamaker (?)
- An-Ming Wang (1929)
- Volker Wangenheim (1928)
- Jan Nepomuk Wanski (1762–1821)
- Stephen Warbeck (1948)
- John Ward (1571–1638)
- Robert Ward (1917)
- Samuel A. Ward (1847–1903)
- Harriet Ware (1877–1962)
- Henri Warnots (1832–1893)
- Elinor Remick Warren (1900–1991)
- Raymond Warren (1928)
- Rochard Henry Warren (1859–1933)
- Thomas Warrock (1565–1610)
- Unico Wilhelm van Wassenaer (1692–1766)
- Graham Waterhouse (1962)
- Joseph Waters (1952)
- Anthony Watson (1933–1973)
- Ruth Watson Henderson (1932)
- Niel van der Watt (1962)
- Donald Waxman (1925)
- Franz Waxman (1906–1967)
- Gabriel Wayditch (1888–1969)

## We
- Lucius R. Weathersby (1968–2006)
- Powell Weaver (1890–1951)
- Roy Webb (1888–1982)
- Samuel Webbe (1740–1816)
- Alain Weber (1930)
- Bedřich Diviš Weber (1766–1842)
- Ben Weber (1916–1979)
- Bernard Anselm Weber (1764–1821)
- Carl Maria von Weber (1786–1826)
- Edmund Weber (1766–1828)
- Friedrich Dionys Weber (1766–1842)
- Gottfried Weber (1779–1839)
- Josef Miroslav Weber (1854–1906)
- Anton Webern (1883–1945)
- Jean Baptiste Weckerlin (1821–1910)
- Jacob Weckmann (1643–1680)
- Matthias Weckmann (1616–1674)
- Thomas Weelkes (1575–1623)
- Gaspar van Weerbeke (1445–1517)
- Charles Wehle (1825–1883)
- Werner Wehrli (1892–1944)
- Eugene Weigel (1910–1998)
- Bruno Weigl (1881–1938)
- Joseph Weigl (1766–1846)
- Karl Weigl (1881–1949)
- Thaddäus Weigl (1776–1844)
- Romanus Weichlein (1652–1706)
- Julius Johannes Weiland (~1605–1663)
- Kurt Weill (1900–1950)
- Georg Peter Weimar (1734–1800)
- Jacob Weinberg (1879–1956)
- Mieczyslaw Weinberg (1919–1996)
- Jaromír Weinberger (1896–1967)
- Laszlo Weiner (1916–1944)
- Lazar Weiner (1897–1982)
- Léo Weiner (1885–1960)
- Stanley Weiner (1925–1991)
- Antoni Weinert (1751–1850)
- Felix Weingartner (1863–1942)
- Christian Theodor Weinlig (1780–1842)
- Michael Weinstein (1960)
- Max von Weinzierl (1841–1898)
- John Weinzweig (1913)
- Judith Weirová (1954)
- Flemming Weis (1898–1981)
- Karel Weis (1862–1944)
- Hugo Weisgall (1912–1997)
- Julius Weismann (1879–1950)
- Wilhelm Weismann (1900–1980)
- Harald Weiss (1949)
- Johann Jacob Weiss (1662–1754)
- Johann Sigismund Weiss (1690–1737)
- Silvius Leopold Weiss (1686–1750)
- Willoughby Hunter Weiss (1820–1867)
- Michael Weisse (~1488–1534)
- Wendelin Weissheimer (1838–1910)
- Guy Weitz (1883–1970)
- Carl Friedrich Weitzmann (1808–1880)
- John Weldon (1676–1736)
- John Weldon (1676–1736)
- Dan Welcher (1948–Anglie)
- Karl-Erik Welin (1934–1992)
- Henning Wellejus (1919–2002)
- Egon Wellesz (1885–1974)
- Thomas Welsh (1780–1848)
- Silvestr Weltz (1709–1774)
- Waldemar Wendland (1873–1947)
- Johann Baptist Wendling (1723–1797)
- Marcel Wengler (1946)
- Lotta Wennakoski (1970)
- Gunnar Wennerberg (1817–1901)
- Gustaf Wennerberg (1856–1928)
- Mikuláš Wentzely (1643–1722)
- Eberhard Wenzel (1896–1982)
- Leopold Wenzel (1847–1923)
- Erik Werba (1918–1992)
- Felix Werder (1922–2012)
- Eberhard Werdin (1911–1991)
- Lars Johan Werle (1926–2001)
- Andre Werner (1960)
- Gregor Joseph Werner (1693–1766)
- Heinrich Werner (1800–1833)
- Sven Erik Werner (1937)
- Vladimír Werner (1937)
- Richard Wernick (1934)
- Giaches de Wert (1535–1596)
- Rosy Wertheim (1888–1949)
- Franz Werthmüller (1769–1841)
- Joachim Werzlau (1913–2001)
- Samuel Wesley (1766–1837)
- Samuel Sebastian Wesley (1810–1876)
- John Wesley Work III (1901–1967)
- Martin Wesley-Smith (1945)
- Carl Bernhard Wessely (1768–1826)
- Harri Wessman (1949)
- Anders Wesström (1720–1781)
- John E. West (1863–1929)
- Oivind Westby (1947)
- Sophia Maria Westenholz (1759–1838)
- Peter Westergaard (1931)
- Svend Westergaard (1922–1988)
- Nicola van Westerhout (1857–1898)
- Johann Paul von Westhoff (1656–1705)
- Richard Wetz (1875–1935)
- Paul Wetzger (1870–?)
- Hermann Wetzler (1870–1943)
- August Weweler (1868–1952)
- Johannes Weyhmann (1887–1931)
- August Heinrich von Weyrauch (1788–1865)
- Johannes Weyrauch (1897–1977)
- Christoph Ernst Friedrich Weyse (1774–1842)

## Wh
- Paul W. Whear (1925)
- Donald Wheelock (1940)
- Roy Whelden (1950)
- Christopher Whelen (1927–1993)
- Graham Whettam (1927)
- Eric Whitacre (1970)
- Clarence Cameron White (1880–1960)
- David Ashley White (1944)
- Donald H. White (1921)
- John White (1936)
- Joseph White (1835–1918)
- Maude Valerie White (1855–1937)
- Michael White (1931)
- Robert White (1538–1574)
- Ruth White (1925)
- Gillian Whitehead (1941)
- George Whiting (1840–1923)
- Percy Whitlock (1903–1946)
- Thomas Whitman (1960)
- Thomas Carl Whitmer (1873–1959)
- Ian Whyte (1901–1960)

## Wi
- Florence Wickham (1880–1962)
- Jacques Widerkehr (1759–1823)
- Erasmus Widmann (1572–1634)
- Jorg Widmann (1973)
- Charles-Marie Widor (1844–1937)
- Bedřich Antonín Wiedermann (1883–1951)
- Jean Wiéner (1896–1982)
- Henryk Wieniawski (1835–1880)
- Ingvar Wieslander (1917–1963)
- Frank Wigglesworth (1918–1996)
- Ryan Wigglesworth (1979)
- David Wikander (1884–1955)
- Kurt Wiklander (1950)
- Adolf Wiklund (1879–1950)
- Johan Wikmanson (1753–1800)
- Inger Wikström (1939)
- Mack Wilberg (1955)
- John Wilbye (1574–1638)
- Earl Wild (1915–2010)
- Alec Wilder (1907–1980)
- Philip van Wilder (1500–1553)
- Johann Hugo von Wilderer (1670–1724)
- Friedrich Wildgans (1913–1965)
- Raymond Wilding-White (1922–2001)
- Moshe Wilenski (1910–1997)
- Friederike Sophie Wilhelmina Pruská (1709–1758)
- Josué Téofilo Wilkes (1883–1968)
- Robert Wilkinson (1475–1515)
- Adrian Willaert (1490–1562)
- Healey Willan (1880–1968)
- Ian Willcock (1959)
- David Willcocks (1919–2015)
- Jonathan Willcocks (1953)
- Jean-Baptoste-Joseph Willent-Bordogni (1809–1852)
- Alberto Williams (1862–1952)
- Grace Williams (1906–1977)
- Charles Williams (1893–1978)
- John Williams (1932)
- John Gerard Williams (1888–1947)
- William Williams (1675–1701)
- Malcolm Williamson (1931–2003)
- Richard Willis (1929–1997)
- Hansruedi Willisegger (1935)
- Arthur Wills (1926)
- Andreas Willscher (1955)
- Johann Wilhelm Wilms (1772–1847)
- Charles M. Wilson (1931)
- James Wilson (1922–2005)
- John Wilson (1595–1674)
- Mortimer Wilson (1876–1932)
- Olly Wilson (1937)
- Richard Edward Wilson (1941)
- Thomas Wilson (1927–2001)
- Gerhard Wimberger (1923)
- Vladimír Wimmer (1960)
- August Winding (1835–1899)
- Herbert Windt (1894–1965)
- Paul Anton Wineberger (1758–1821)
- Mogens Winkelholm (1936)
- David Winkler (1948)
- Gerhard Winkler (1906–1977)
- Peter K. Winkler (1943)
- Robert Ian Winstin (1959)
- Peter von Winter (1754–1825)
- Otto Winter-Hjelm (1837–1931)
- James Wintle (1942)
- Richard Wintzer (1866–1952)
- Dag Wirén (1905–1986)
- Carl Anton Wirth (1912–1986)
- Peter Wishart (1921–1984)
- Pierre Wissmer (1915–1992)
- Zbigniew Wiszniewski (1922–1999)
- Frances Withy (1645–1727)
- Franz Xaver Witt (1834–1888)
- Friedrich Witt (1770–1836)
- Carl Witting (1823–1918)
- Robert Wittinger (1945)
- Josef František Wittoch (1788–1871)

## Wo
- Wenceslaus Wodiczka (1715–1774)
- David van de Woestijne (1915–1979)
- Herman Wohl (1877–1936)
- Yehuda Wohl (1904–1988)
- Gerhard Wohlgemuth (1920–2001)
- Viktor Hugo von Woikowski-Biedau (1866–1935)
- Raymond Wojcik (1957)
- Erling Wold (1958)
- Ernst Wilhelm Wolf (1735–1792)
- Hugo Wolf (1860–1903)
- Jacques Wolfe (1896–1973)
- Albert Wolff (1884–1970)
- Hellmuth Christian Wolff (1906–1988)
- Max Wolff (1840–1886)
- Ermanno Wolf-Ferrari (1876–1948)
- Gernot Wolfgang (1957)
- Joseph Wölfl (1773–1812)
- Joseph Maria Wolfram (1789–1839)
- Juliusz Wolfsohn (1880–1944)
- Kurt von Wolfurt (1880–1957)
- Oswald von Wolkenstein (1377–1445)
- Friedrich Wollanck (1781–1831)
- Stefan Wolpe (1902–1972)
- Franz Alphons Wolpert (1917–1978)
- Donald Reid Womack (1966)
- Charles Wood (1866–1926)
- James Wood (1953)
- Joseph Wood (1915–2000)
- Ralph Walter Wood (1902–?)
- Richard Woodward (1743–1777)
- David Wooldridge (1927)
- Benjamin Edward Woolf (1836–1901)
- Julia Woolf (1831–1893)
- Guy Woolfenden (1937)
- Russell Woollen (1923–1994)
- Josef Venatius von Wöss (1863–1943)
- Felix von Woyrsch (1860–1944)

## Wr–Wz
- Robert Wright (1914–2005)
- Adam Wronski (1850–1915)
- Zuqiang Wu (1927)
- Richard Wüerst (1824–1881)
- Hermann Wunsch (1884–1954)
- Jan Nepomuk Wünsch  (1855–1950)
- Josef Adel Wünsch  (1850–1941)
- Rudolf Wünsch (1880–1955)
- Charles Wuorinen (1938)
- Charles Wuorinen (1938)
- Václav Vilém Würfel (1790–1832)
- Marie Wurm (1860–1938)
- Robert Wykes (1926)
- David Wyme (1900–1983)
- Yehudi Wyner (1929)
- Alec Wyton (1921–2007)